# 云南历史
云南省，简称云或滇，是中華人民共和國西南部边疆地区的一个省份，省会是昆明。历史上东亚多民族在此建立过各种辉煌的文明。

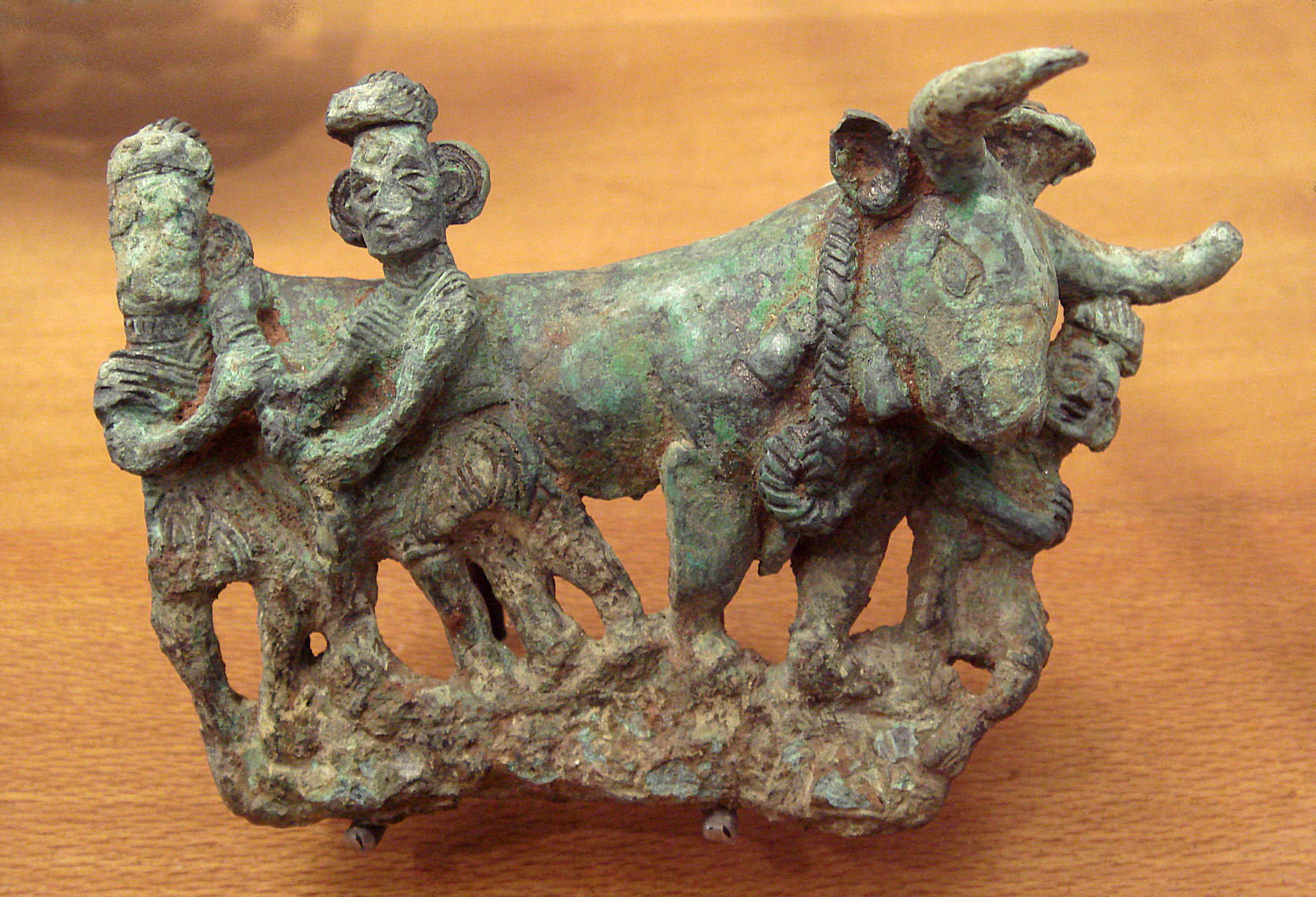
滇国的青铜雕塑

## 雲南史前時代
舊石器時代早期，約一百八十萬年前，省內的元謀縣已經有元謀猿人活動和生息。雲南產生過有地域特色的中石器時代和新石器時代文化。
- 前3世纪，楚国大将莊蹻进入滇池地区，建立滇国。[1]

## 上古时代(前221-738)
- 前221年，秦始皇统一六国，在云南东北部设立郡县，并开五尺道自今曲靖联系内地。
- 前109年，汉武帝派将军郭昌入滇征服西南夷，设立益州郡和24个县，郡治滇池县（今晋宁），开辟通往缅甸和印度的商道，又派唐蒙修复扩建五尺道，更名为“西南夷道”。汉朝征服西南夷时，发现当地有来自“身毒”的商人（今日巴基斯坦的信德省在梵语中称为“Sindhu”）。[2]

- 三国时期，云南地区称为“南中”，225年，蜀漢丞相诸葛亮率大军降服“南中”大王孟获。
- 晋朝泰始七年（271年），改置宁州。太康三年（282年），复省入益州，置南夷校尉。太安二年（303年），复置宁州。东晋咸和八年（333年），李雄派李寿率兵攻占南中，李寿被封为“建宁王”，爨琛为交州刺史。咸康四年（338年），分置安州。咸康五年（339年），爨琛降晋，晋封爨琛为宁州刺史，并承认其世袭地位，从此彝族豪族爨氏统治云南400年。
- 南朝梁在云南设立南宁州。
- 隋朝开皇十七年（597年），在云南仍置南宁州，领羁縻数十州，后又领于益州都督府。
- 唐朝武德四年（621年），置姚州管羁縻州三十二。貞觀六年（633年），于戎州置都督府，督南中一十七州。707年，唐朝击败攻打洱海的吐蕃士兵。

## 中古时代(738-1253)

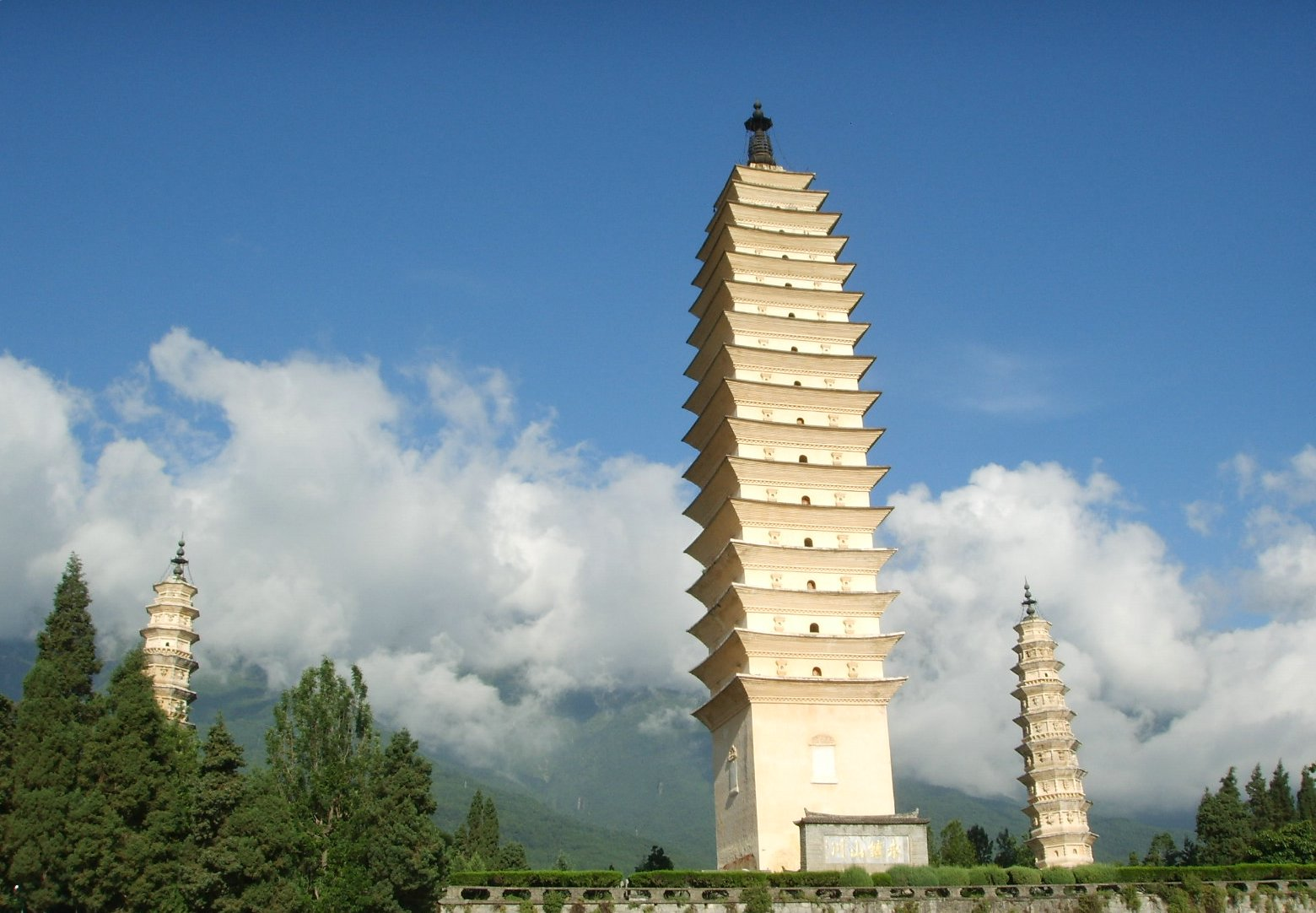
大理崇圣寺三塔

- 738年，洱海地区的蒙舍诏部落首领皮罗阁兼并其他五诏，建立南诏国，被唐朝封为云南王。次年建都太和城(今大理市)。
- 902年，南诏国权臣郑买嗣夺位自立，改国号大长和。
- 929年，赵善政灭大长和国，建立大天兴国。
- 930年，东川节度使杨干贞灭大天兴，改国号大义宁。
- 937年，白族段思平灭大义宁，建立大理国，都城大理。疆域包括现在的云南省，贵州省，四川省西南部，缅甸北部地区，以及老挝与越南的少数地区。

## 蒙古帝國時代
- 1253年，忽必烈受蒙哥派遣率领蒙古帝国军队征服大理国。1276年元朝正式建立云南行省，省会中庆路（昆明），自此昆明取代大理成为云南的政治中心。色目人赛典赤·赡思丁任平章政事，同时亦有宗王梁王出镇云南。期间曾爆发元缅战争。云南开发重要的铜矿和银矿，产量占全国一半以上。直到清朝，云南是中国白银的主要产区。大批色目人及少量蒙古人移居云南，形成後世的云南回族和蒙古族。

## 明帝國時代
- 明朝洪武十四年（1381年），朱元璋派大将傅友德、沐英率军队攻占云南，灭元朝梁王并統治雲南。次年改中庆路为云南府[3]，并筑砖城，周长九里三分（约合今4443米），高二丈九尺二寸（约合今9米），设六门。此后，沐英负责镇守云南。為加强对雲南地區的控制，朱元璋實行改土歸流，大批汉族军民向云南移民，改变了云南的人口结构。从明初到明末，云南人口由20余万增加到140余万[3]。随着大批汉族人口移民云南，使云南的经济和文化納入中原，而原有的土著文化则受到破壞。
- 明朝末年，南明永历皇帝一度逃亡入滇，昆明称滇都，继续抗清。

## 清帝國時代
- 清世祖顺治十六年（1659年），派平西王吴三桂追捕永历。1662年，吴三桂从缅甸抓回永历皇帝，在昆明绞死。吴三桂驻守云南。1673年（康熙十二年），康熙决定削藩，吴三桂在昆明出兵反清。1681年（康熙二十年），清军攻破昆明，吴三桂之孙吴世璠自杀，三藩之乱失败。
- 1816年受到印尼坦博拉火山爆发的影响，北半球天气出现严重反常，云南全省严重饥荒[4]。是云南近代有记载以来规模最大、最严重的一次饥荒。据云南《邓川县志》记载，嘉庆二十一年(1816年)“是岁大饥，路死枕籍”。面临灾荒，有些饥民被迫卖儿卖女以求活命，昆明诗人李于阳在《卖儿叹》中写道：“三百钱买一升粟，一升粟饱三日腹。穷民赤手钱何来，携男提女街头卖。明知卖儿难救饥，忍被鬼伯同时录……”（无夏之年）
- 晚清时期，英国征服缅甸，法国征服越南，两国势力对云南产生一定影响。边境地区开放了几处通商口岸：腾冲、蒙自、思茅。1910年，法国投资的'滇越铁路'（中国境内部分今名昆河铁路）通车,从此昆明可以通过越南转经海路，到达中国其他省份。同年，商办耀龙电灯公司引进德国水轮发电机2台共480千瓦，聘请德国工程师，在滇池惟一出水口螳螂川石龙坝，修建中国第一座水力发电站——石龙坝水电站。
- 1909年，清朝实行新政，云南编立新军，成立云南陆军讲武堂。

### 杜文秀政权
- 1856年－1873年，云南回民以大理为中心建立了杜文秀穆斯林政权，几乎占领昆明城以外的云南全境。大理国杜文秀曾经数次围困昆明孤城。后来清廷镇压了各地回乱，战后，云南回族人口大量减少。

## 中華民國時代
- 1911年10月30日（重阳节），蔡锷、唐继尧率新军发动重九起义，脱离清朝。1912年4月，电站正式向昆明供电。
- 1915年12月25日，蔡锷、唐继尧又在此发动反对袁世凯的护国运动。民国时期，滇军在云南形成割据局面，先后有唐继尧、龙云（1928年－1945年）、等统治云南。
- 1925年3月16日，大理市发生7.0级地震，5000人死亡，大理市损毁严重，76000座房屋被地震晃动或随后的火灾摧毁。
- 抗日战争期间，1938年，付出极大代价的滇缅公路修通，成为中国与境外联系唯一的交通线。1942年有10多萬中国远征军从云南进入缅甸配合英军与日军作战，日军击败英军，沿滇缅公路进至惠通桥，隔怒江与中国军队对峙2年。1938年－1946年，清华大学、北京大学、南开大学在昆明联合办学，称为国立西南联合大学。

## 中華人民共和國時代
- 20世纪60年代三线建设时期，修通了联系云南与内地的铁路，1966年3月贵昆铁路建成（1970年12月交付运营），1970年7月1日成昆铁路全线竣工运营。
- 1970年通海县发生7.5级地震，造成15621人死亡，受伤人数超过32431人，500万至2500万美元的经济损失，受灾面积达到8781多平方千米。是中华人民共和国建国以来第三大地震。